# Pseudomacrochenus
Pseudomacrochenus is een kevergeslacht uit de familie van de boktorren (Cerambycidae). De wetenschappelijke naam van het geslacht werd voor het eerst geldig gepubliceerd in 1943 door Breuning.

## Soorten
Pseudomacrochenus omvat de volgende soorten:
- Pseudomacrochenus affinis Breuning, 1960
- Pseudomacrochenus albipennis Chiang, 1981
- Pseudomacrochenus antennatus (Gahan, 1894)
- Pseudomacrochenus oberthueri Breuning, 1955
- Pseudomacrochenus spinicollis Breuning, 1949